# Anthomyia semiinfuscata
Anthomyia semiinfuscata este o specie de muște din genul Anthomyia, familia Anthomyiidae, descrisă de Griffiths în anul 2001.
Este endemică în Nevada. Conform Catalogue of Life specia Anthomyia semiinfuscata nu are subspecii cunoscute.